# Огородников, Андрей Геннадьевич
Андрей Геннадьевич Огоро́дников (род. 29 августа 1982, Усть-Каменогорск, Казахская ССР, СССР) — казахстанский хоккеист, крайний нападающий.

## Биография
Воспитанник усть-каменогорского хоккея, тренер Александр Григорьев. Участник зимних Олимпийских игр 2006 г., где был самым молодым хоккеистом в составе сборной Казахстана. Серебряный призёр зимних Азиатских игр 2003 и 2007 гг.